# Concerto pour flûte et orchestre d'Edison Denisov
Le Concerto pour flûte et orchestre est une pièce composée par Edison Denisov en 1975 et créée par le flûtiste Aurèle Nicolet, à qui l'œuvre est dédiée, à Dresde en 1976 sous la direction de Hans-Peter Frank.

## Composition
La mort de Dmitri Chostakovitch, en août 1975, intervient lors de la composition du troisième mouvement. Denisov a confié dans un entretien que la nouvelle du décès de Chostakovitch a très probablement eu une influence sur l'écriture de ce mouvement et que c'est peut-être "[...] la raison pour laquelle [la musique] s'est avérée si triste et même quelque peu tristement expressive.".

## Instrumentation
| Bois |
| --- |
| 1 flûte soliste, 1 clarinettes en si♭, 1 clarinette basse (jouant aussi la petite clarinette en mi♭)              |
| Percussions |
| 1 vibraphone, 3 gongs, cloches, wood-blocks, 1 glockenspiel, 3 cymbales suspendues, 3 triangles, 3 bongos, 2 toms |
| Claviers |
| 1 célesta |
| Cordes |
| 6 violons, 5 altos, 4 violoncelles, 3 contrebasses, 1 harpe                                                       |

Parmi les concertos de Denisov, celui-ci se distingue par sa formation de chambre ainsi que par l'absence des bois dans l'orchestre, excepté le groupe de trois clarinettes. Ainsi, tous les instruments sont considérés comme des solistes indépendants, même les cordes.

## Analyse
Ce concerto se compose de quatre mouvements : Adagio - Allegro agitato - Andante - Adagio
Les quatre mouvements forment un ensemble homogène tant dans le matériau musical que dans la forme. En effet, toute la musique découle de la même série dodécaphonique, exposée dès les premières mesures par la harpe, la flûte et le vibraphone. Les quatre parties sont également liées par un concept dramatique général dans lequel le premier mouvement sert d'exposition globale du cycle, le deuxième de développement et le quatrième est une sorte de reprise. 
L'écriture de la flûte soliste est très virtuose, en particulier dans les sections de cadenza qui représentent un condensé de toutes les nouvelles techniques et modes de jeu pour la flûte à l'époque (slap, flatterzunge, glissando, bisbigliendo, multiphonique, micro-intervalles, sons de clés). Ces passages particulièrement difficiles ont été introduits à la demande du dédicataire et créateur de l'œuvre, Aurèle Nicolet. Denisov était également intéressé par ces nouvelles techniques mais il les considère comme décoratives, le mélodisme étant de premier plan dans ce concerto. 
Une analyse approfondie de la partition révèle la présence de rébus musicaux, non triviaux, qui jouent un rôle important dans la dramaturgie interne de l'œuvre. On y trouve symboliquement représentés le nom de Denisov et celui d'une femme dont il était épris ainsi que le motif BACH et le motif DSCH

## Discographie
- Orchestre symphonique du ministère de la Culture d'URSS, Dmitri Denisov, dirigé par Guennadi Rojdestvenski, concert enregistré le 6 février 1990 à Moscou (Melodya, 1990).